# 莫莱热斯
莫莱热斯（法語：Mollégès，法語發音：[mɔleʒɛs]）是法国罗讷河口省的一个市镇，属于阿尔勒区。

## 地理
莫莱热斯（43°48'21"N, 4°56'58"E）面积14.2 平方千米，位于法国普罗旺斯-阿尔卑斯-蓝色海岸大区罗讷河口省，该省份为法国东南部沿海省份，北起沃克吕兹省，西接加尔省，南濒地中海，东临瓦尔省。
与莫莱热斯接壤的市镇（或旧市镇、城区）包括：埃加利耶尔、普朗多尔贡、圣昂迪奥勒、普罗旺斯地区圣雷米。

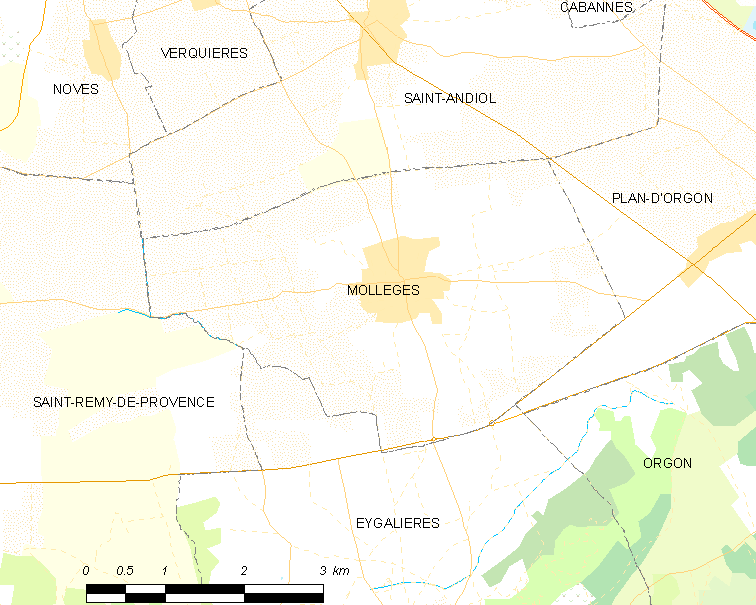
莫莱热斯的OSM定位图

莫莱热斯的时区为UTC+01:00、UTC+02:00（夏令时）。

## 行政
莫莱热斯的邮政编码为13940，INSEE市镇编码为13064。

## 政治
莫莱热斯所属的省级选区为沙托勒纳尔县。

## 人口

1962-2008年间莫莱热斯人口变化图示

莫莱热斯于2022年1月1日时的人口数量为2651人。